# Луїс Антоніо Гокім Тагле
Луїс Антоніо Гокім Тагле (ісп. Luis Antonio Gokim Tagle; нар. 21 червня 1957, Маніла, Філіппіни) — філіппінський куріальний кардинал. Єпископ Імуса з 22 жовтня 2001 року по 13 жовтня 2011 року. Архієпископ Маніли з 13 жовтня 2011 року по 8 грудня 2019 року. Префект Конгрегації євангелізації народів з 8 грудня 2019 року по 5 червня 2022 року. Про-префект секції євангелізації Дикастерії з Євангелізації з 5 червня 2022 року. Кардинал-священик з титулом церкви Сан-Феліче-де-Канталіче-а-Ченточелле з 24 листопада 2012 року по 1 травня 2020 року. Кардинал-єпископ з титулом церкви Сан-Феліче-де-Канталіче-а-Ченточелле з 1 травня 2020 року.

## Нагороди
- Орден Святого Гробу Господнього Єрусалимського:
  - Великий хрест (24 листопада 2012 року);
  - Командор із зіркою (22 вересня 2010 року)[4].